# Ferrovia Wismar-Karow
La ferrovia Wismar-Karow era una linea ferroviaria tedesca che collegava la città di Wismar alla località di Karow, oggi frazione della città di Plau am See.
La linea è oggi quasi interamente soppressa: resta in esercizio solo il breve tronco da Blankenberg a Dabel, per il solo traffico merci.

## Caratteristiche

### Percorso
| Straight track |

| Station on track |

| Unknown route-map component "ABZgr" |

| Stop on track |

| Unknown route-map component "eBHF" |

| 5,4  |
| -0,5 |

| Unknown route-map component "xABZgl" |

| Unknown route-map component "exBHF" |

| Unknown route-map component "exBHF" |

| Unknown route-map component "exBHF" |

| Unknown route-map component "exBHF" |

|  | Unknown route-map component "xKRZo" | Unknown route-map component "STR+r" |

|  | Unknown route-map component "xABZg+l" | One way rightward |

| Station on track |

| Unknown route-map component "ABZgl" |

| Unknown route-map component "eBHF" |

| Unknown route-map component "eHST" |

| Station on track |

| Unknown route-map component "KBHFxe" |

| Unknown route-map component "exBHF" |

| Unknown route-map component "exBHF" |

| Unknown route-map component "exBHF" |

| Unknown route-map component "exBHF" |

| Unknown route-map component "exBHF" |

| Unknown route-map component "exBHF" |

| Unknown route-map component "exDST" |

| Unknown route-map component "xABZg+lr" |

| Station on track |

| Unknown route-map component "ABZgr" |